# Jurgens A. J. Meester
Jurgens Anthonie Janse Meester (* 20. Mai 1931; † 7. Oktober 1994), auch als Waldo Meester bekannt, war ein südafrikanischer Mammaloge. Sein Forschungsschwerpunkt waren die Kleinsäuger des südlichen Afrikas, insbesondere die Spitzmäuse und die Goldmulle.

## Leben
1953 graduierte Meester zum Master of Science an der Universität Pretoria. Im selben Jahr wurde er Kurator für Säugetiere am Transvaal Museum. 1956 erlangte er den Master-Abschluss an der University of Michigan. Anschließend kehrte er an die Universität Pretoria zurück, wo er 1961 zum Ph.D. promoviert wurde. Während dieser Zeit widmete Meester seine Forschungsarbeit der taxonomischen Revision der Gattung der Weißzahnspitzmäuse (Crocidura) im südlichen Afrika. 1963 wurde er Direktor des Kaffrarian Museum in King William’s Town, das eine beachtliche Säugetiersammlung besitzt.
Meester verblieb nur eine kurze Periode in King William’s Town, bevor er als Dozent für Zoologie an die Universität Pretoria zurückkehrte. 1966 gründete er das Mammal Research Institute der Universität Pretoria, das er bis 1971 leitete. Im selben Jahr gab er in Zusammenarbeit mit Henry W. Setzer das Werk The Mammals of Africa: an identification manual heraus. 1972 wurde er Leiter der zoologischen Abteilung der Universität von Natal in Pietermaritzburg. 1980 wurde er Leiter der biologischen Abteilung der Universität von Durban-Westville. 1986 erschien Classification of Southern African mammals, das zu den Standardwerken über die Taxonomie der südafrikanischen Säugetiere zählt. Meester und seine Mitautoren Nicolaas Jacobus Dippenaar, Ignatius Lourens Rautenbach und Carolyn Margaret Baker erhielten dafür den University Book Prize. Ferner war Meester Autor oder Co-Autor von über 150 wissenschaftliche Publikationen. Darunter befinden sich Erstbeschreibungen zur Unterart Chrysospalax villosus rufus des Rauhaar-Goldmulls, zum Julianas Goldmull (Neamblysomus julianae) und zur Langschwanz-Waldspitzmaus (Myosorex longicaudatus) 1991 beendete er seine Universitätslaufbahn. Anschließend arbeitete Meester als stellvertretender Forschungsdirektor bei der Hai-Behörde von Natal. 
Meesters Forschung konzentrierte sich auf eine sammlungsbasierte Taxonomie und Systematik. Er war in verschiedenen Vorständen und Gremien tätig. Von 1976 bis 1994 war Vorstandsvorsitzender im KwaZulu-Natal Museum und von 1984 bis 1994 Vorstandsvorsitzender im Durban Natural Science Museum.

## Ehrungen und Dedikationsnamen
Das Durban Natural Science Museum benannte eine Bibliothek nach Meester. Er war Honorary Research Associate an der Smithsonian Institution, im Transvaal Museum und im Durban Natural Science Museum. 1994 erhielt er die Goldmedaille der Zoological Society of Southern Africa, wo er 1981 Präsident war. Im Jahr 2013 benannten Peter J. Taylor und seine Co-Autoren die Art Myosorex meesteri aus der Gattung der Afrikanischen Waldspitzmäuse (Myosorex) nach Meester.